# Pleurtuit
Pleurtuit è un comune francese di 5 745 abitanti situato nel dipartimento dell'Ille-et-Vilaine nella regione della Bretagna.

## Società

### Evoluzione demografica
Abitanti censiti

## Amministrazione

### Gemellaggi
- Ransbach-Baumbach, Germania